# Lumen (zespół muzyczny)
Lumen – rosyjska grupa rockowa. Ich singel, Сколько (Skolko), znalazł się w najlepszej pięćdziesiątce teledysków w Last.fm przez tydzień (od 24 czerwca 2007 r. do 1 lipca 2007 r.).

## Członkowie
- Rustem "Tem" Bułatow — śpiew (od 1998)
- Igor "Garik" Mamajew — gitara (od 1998)
- Jewgienij "Szmiel" Triszyn — gitara basowa (od 2007)
- Denis "Den" Szachanow — perkusja (od 1998)

## Byli członkowie
- Jewgienij "John" Ogniew — gitara basowa (1998-2007)

## Dyskografia
- Live in Navigator club (2002)
- Без консервантов (2003)
- Три пути (2004)
- Свобода (2005)
- Одной крови (2005)
- Дыши (2006)
- Правда (2007)
- Мир (2009)